# Musculus mylohyoideus

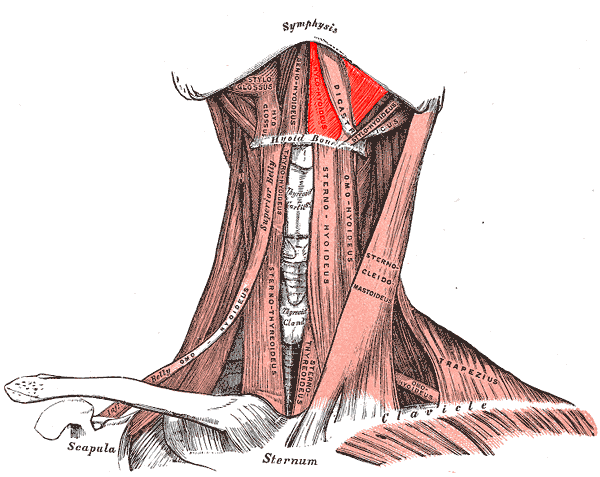

Musculus mylohyoideus är en av de övre tungbensmusklerna. Den bildar munhålans botten (Diaphragma oris) och har sitt ursprung i mandibula och fäster i tungbenet (os hyoideum). Den lyfter tungbenet och sänker underkäken.